# Caterina Di Fuccia
Caterina Di Fuccia (Marcianise, 18 marzo 1998) è una modella italiana, nota per essere stata la vincitrice di Miss Universo Italia 2021.

## Biografia
Di Fuccia è nata il 18 marzo 1998 e vive a Marcianise. Si è laureata in Scienze della Formazione Primaria presso l'Università degli Studi di Salerno di Baronissi.

## Concorso di bellezza
Nel 2019 è stata incoronata Miss Rocchetta Bellezza Campania 2019. A Jesolo, Venezia, ha rappresentato la Campania a Miss Italia 2019 ed è stata classificata nella Top 10, precisamente sesta.
Vince inoltre il prestigioso titolo di Miss delle Miss, titolo creato apposta per l’80ª edizione del concorso di Miss Italia, dove una giuria di 20 ex Miss Italia, assegnavano tale titolo alla ragazza più bella e meritevole.
Il 26 settembre 2021, Di Fuccia ha vinto il titolo di Miss Universo Italia 2021. Come Miss Universo Italia, Di Fuccia rappresenterà l'Italia a Miss Universo 2021 tenuto a Eilat, Israele.